# Salvador Vilaseca i Anguera
Salvador Vilaseca i Anguera (Reus, 17 d'abril de 1896 - 13 d'abril de 1975) fou un historiador i metge català.

## Biografia
Estudià a Reus, i més tard a les universitats de Madrid i Barcelona, on es va llicenciar en medicina. De jove va ser un membre destacat de l'Agrupació Excursionista de Reus i s'interessà molt especialment per la geologia i per les ciències naturals, carrera que va iniciar a Madrid, però que finalment va canviar per la de metge, temes sobre els que va publicar alguns treballs (1915-1923).
Va militar a la Joventut Nacionalista, branca juvenil del Foment Nacionalista Republicà de Reus (1918). En acabar la carrera de metge es va casar amb Lluïsa, filla del metge reusenc Eduard Borràs (1922), enllaç del que va néixer Lluïsa Vilaseca, arqueòloga (i mare de Lluïsa Pallejà, també arqueòloga). Va exercir a Montbrió del Camp per uns mesos i després a Reus, i el 1923 fou nomenat forense substitut del Jutjat de primera instància local, passant més tard a altres jutjats.
Va ser membre -entre d'altres– de l'Associació Catalana d'Antropologia, Etnologia i Prehistòria (1925), de la Reial Acadèmia de Bones Lletres de Barcelona (1927), de la Sociedad Española de Antropología, Etnografía y Prehistoria, de Madrid (1931), i, a nivell internacional, de l'Institut International d'Anthropologie, de París (1928). També va ser vocal del Patronat del Museu d'Arqueologia de Barcelona (1932-1936).

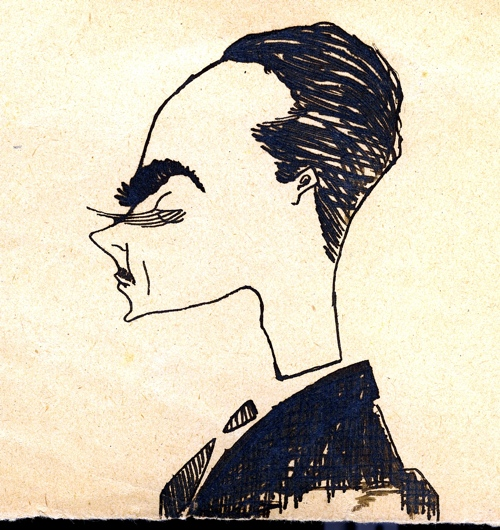
Caricatura de Salvador Vilaseca el 1919

Fou redactor en cap de la Revista del Centre de Lectura (des 1926 a 1929). Les seves recerques per la Catalunya meridional li van donar un gran prestigi científic, alhora que li van permetre la formació d'una important col·lecció arqueològica (exposada el 1932 al Centre de Lectura i visitada pel president Francesc Macià i pel conseller Ventura Gassol) i que més tard va incrementar (per acabar constituint a la seva mort el Museu Comarcal Salvador Vilaseca de Reus).
El 1933 va fundar junt amb altres el Museu de Reus (que es va anomenar Prim-Rull, per estar situat a la casa Rull), inaugurat el 14 d'abril de 1934, del qual va ser el primer director, càrrec que va exercir fins a la mort. Al Museu Prim-Rull també es va dipositar la documentació de l'Arxiu Històric de Reus (ara anomenat Arxiu Municipal de Reus i integrat a l'Arxiu Comarcal del Baix Camp), del qual també en va ser director. Va cofundar el 1936 el Col·legi de metges forenses de l'Audiència de Barcelona. El 1938 fou metge de la presó preventiva de Reus, càrrec en el qual va continuar després de la guerra, però va haver de fer front a un expedient de depuració política, que va ser sobresegut el 1941, i aquest mateix any Martínez Santa Olalla, comissari general d'excavacions arqueològiques, el va nomenar Comisario Provincial de Excavaciones (posició que va mantenir fins al gener del 1970), càrrec honorari però efectiu per a la investigació.
El 1939, per l'exili del Dr. Francesc Abelló, va assumir la direcció de l'Institut Pere Mata, manicomi local, càrrec pel que fou nomenat en ferm l'any següent. El 1942 va guanyar plaça com a forense titular a Reus. Es va jubilar a l'Institut Pere Mata el 1960 i al Jutjat el 1968. Va ser un dels fundadors i president de l'Associació d'Estudis Reusencs.
El 1971 es va encarregar del trasllat de les restes de Joan Prim a Reus. Fou membre de dotzenes d'entitats culturals i reconegut per universitats i acadèmies. Va rebre molts premis. Va publicar tres centenars de llibres, monografies, articles i opuscles. Pòstumament, va rebre la medalla d'or de la ciutat (1975) i el seu retrat va ser inclòs a la Galeria de fills Il·lustres de Reus. A més del Museu ja esmentat que avui porta el seu nom, té també dedicat un carrer a la seva ciutat natal (l'Avinguda del Doctor Vilaseca) i un dels instituts de secundària. La ciutat de Reus el va nomenar fill il·lustre.
Les seves obres més destacades són: 
- Els terrenys paleozoics del Camp de Tarragona. Reus: Butlletí de l'Associació Excursionista, 1918. p. 38-64
- Contribució a l'estudi dels terrenys triàsics de la província de Tarragona. Barcelona: Museu Martorell, 1920
- La indústria del sílex a Catalunya. Reus: Llibreria Nacional i Estrangera, 1936
- Las industrias del sílex tarraconenses. Madrid: Consejo Superior de Investigaciones Científicas. Instituto Rodrigo Caro, 1953
- Hospitals medievals de Reus. Reus: Associació d'Estudis Reusencs, 1958
- Metges, cirurgians i apotecaris reusencs dels segles XIII al XVI. Reus: Associació d'Estudis Reusencs, 1961
- Museo Municipal de Reus. Guía. [en col·laboració amb la seva filla Lluïsa Vilaseca]. Madrid: Ministerio de Educación Nacional, Dirección General de Bellas Artes, 1963
- Reus y su entorno en la Prehistoria. Reus: Associació d'Estudis Reusencs, 1973. 2 vols.
- Las industrias de cantos rodados del Cabo de Salou. Barcelona: Diputación Provincial de Barcelona,1975